# Syllimnophora suavis
Syllimnophora suavis är en tvåvingeart som först beskrevs av Stein 1911.  Syllimnophora suavis ingår i släktet Syllimnophora och familjen husflugor. Inga underarter finns listade i Catalogue of Life.